# Bjarne Commondt
Bjarne Frithiof Commondt (ursprungligen Kommonen), född 9 december 1911 i Helsingfors, död 2 februari 1985 i Åbo, var en finländsk regissör, teaterchef och skådespelare.
Commondt studerade 1927–1930 vid Helsingfors konservatorium och genomgick 1932–1934 Svenska Teaterns elevskola. Han hade på 1930-talet engagemang som bland annat skådespelare och organisatör vid Åbo Svenska Teater och Wasa Teater, verkade 1942–1944 som ledare för frontkören och orkestern Roospiggarna samt startade 1943 Frontteatern. Han gjorde 1945–1962 en kulturellt betydelsefull insats som upprätthållare av en egen turnéteater, Landsteatern. Han var därefter 1963–1965 chef för Kuusankoski teater, 1965–1969 regissör och skådespelare vid Åbo stadsteater och 1969–1976 vid Åbo Svenska Teater. Han tilldelades Pro Finlandia-medaljen 1960 och utgav 1981 memoarboken Roospiggar-Frontteater-Landsteater 1981.

## Teater

### Roller (ej komplett)
| År   | Roll            | Produktion                                                       | Regi          | Teater      |
| ---- | --------------- | ---------------------------------------------------------------- | ------------- | ----------- |
| 1935 | Arthur Westlake | God dag – och adjö (Goodbye again) George Haight och Allan Scott | John Elfström | Vasa Teater |